# إدارة الأمم المتحدة للإغاثة والتأهيل
إدارة الأمم المتحدة للإغاثة والتأهيل (بالإنجليزية: UNRRA)‏ هي وكالة إغاثة دولية تابعة للأمم المتحدة، كانت مكلفة بمهمة إعادة إعمار أوروبا في نهاية الحرب العالمية الثانية.
وقد خصصت هذه الوكالة أكثر من مليار دولار لمهمة الإغاثة وإعادة الإعمار، وقدمت للسكان المتضررين من الحرب أكثر من 20 مليون طن من المنتجات الأساسية (الطعام، الملابس ، الأدوية، ...).
تأسست الوكالة في 9 نوفمبر 1943 في اجتماع عقد في واشنطن بمساعدة أربع وأربعين دولة. كان هدفها الرئيسي تنسيق عملية توزيع المساعدات، خاصة الغذاء والإمدادات الطبية.
باعتبارها إحدى وكالات الإغاثة الأمريكية، تم استبدالها بمشروع مارشال، الذي بدأ سنة 1948.

## روابط خارجية
- إدارة الأمم المتحدة للإغاثة والتأهيل على موقع الموسوعة البريطانية (الإنجليزية)